# Rafha
Rafha (رفحة) è una città del nord dell'Arabia Saudita vicina al confine con l'Iraq. 
Dal 2003 vicino alla città ci sono dei campi di rifugiati fuggiti dall'Iraq a causa della guerra.